# Jozef Van Nevel
Jozef Van Nevel (Nevele, 5 april 1926 – Sint-Denijs-Westrem, 30 oktober 2012) was een Belgisch politicus voor de CVP.

## Levensloop
Van Nevel kwam bij de gemeenteraadsverkiezingen van 1970 te Vinkt op met een kieslijst tegen toenmalige burgemeester Roger Vercamer. Zijn lijst won de verkiezingen met zes van de negen zetels, en Van Nevel werd aangesteld als burgemeester. Hij vervulde dit mandaat tot de fusie van 1976 met Deinze, daarna werd hij nog schepen in Deinze.